# VC Olympia Berlin
Der Verein VC Olympia Berlin ist der Bundesstützpunkt für den Volleyball-Nachwuchs des Deutschen Volleyball-Verbands (DVV) in Berlin. Es gibt Abteilungen für männliche und weibliche Volleyballer in der Halle und Beachvolleyball. Mannschaften nehmen mit Sonderspielrechten am Spielbetrieb der Erwachsenen teil, sodass Spieler der deutschen Nationalmannschaft der Junioren bzw. Juniorinnen in der Frauen- oder Männer-Bundesliga Erfahrungen sammeln können.

## Konzept
Die jungen Spieler des DVV sollen auch außerhalb von Länderspielen und Trainingslagern die Möglichkeit haben, Spielpraxis auf hohem Niveau zu sammeln. Daher werden Stützpunkte auf Antrag als zusätzliche Mannschaften in den Bundesligen integriert. Zur direkten Vorbereitung z. B. auf die Junioren-Weltmeisterschaft startet der VC Olympia Berlin in der 1. oder 2. Bundesliga der Männer bzw. Frauen und konzentriert die Nationalspieler in einer Mannschaft. Nach jeder Saison endet die Förderung für die Hallenvolleyball-Talente beim VC Olympia, nachfolgende Jahrgänge werden hochgezogen. Viele Spieler nutzen die Zeit in der Bundesliga, um sich interessierten Vereinen aus dem In- und Ausland zu präsentieren.

## Modus
Die Junioren spielen wie eine Vereinsmannschaft in der ersten oder zweiten Bundesliga mit. Die Ergebnisse fließen genauso in die Wertung ein wie die der anderen Teams. Allerdings ist der VC Olympia nicht an den Playoff- oder Pokal-Spielen beteiligt. Auch auf die Entscheidung im Abstiegskampf hat die Mannschaft keinen Einfluss.

## Aktuelle Mannschaften

### Zweite Bundesliga Frauen
Der Kader für die Saison 2020/21 besteht aus folgenden Spielerinnen:
| Name                 | Nr. | Nation      | Größe  | Geburtsdatum  | Position |
| -------------------- | --- | ----------- | ------ | ------------- | -------- |
| Fiona Arnold         | 8   | Deutschland | 1,86 m | 19. Aug. 2002 | AA       |
| Franca Barke         | 5   | Deutschland | 1,81 m | 25. Jan. 2005 | AA       |
| Elena Bullemer       | 1   | Deutschland | 1,69 m | 14. Sep. 2002 | Z        |
| Anastasia Cekulaev   | 14  | Deutschland | 1,91 m | 1. Juli 2003  | MB       |
| Lara Alyssa Darowski | 13  | Deutschland | 1,84 m | 26. März 2002 | AA       |
| Pia Fernau           | 9   | Deutschland | 1,81 m | 24. Sep. 2002 | Z        |
| Katharina Haferkamp  | 6   | Deutschland | 1,85 m | 12. Feb. 2002 | MB       |
| Tessa Hassenstein    | 15  | Deutschland | 1,91 m | 8. Okt. 2002  | AA       |
| Johanna Heidemann    | 12  | Deutschland | 1,79 m | 30. Nov. 2002 | L        |
| Marlene Knoblauch    | 3   | Deutschland | 1,84 m | 30. Apr. 2002 | MB       |
| Sophia Rühl          | 4   | Deutschland | 1,83 m | 24. Mai 2002  | AA       |
| Antonia Schmücker    | 7   | Deutschland | 1,87 m | 3. Feb. 2001  | D        |

Positionen: AA = Annahme/Außen, D = Diagonal, L = Libero, MB = Mittelblock, Z = Zuspiel
Cheftrainer ist Manuel Hartmann. Seine Assistenten sind Max Filip und Jens Tietböhl. Gerold Rebsch arbeitet als Scout. Die Physiotherapeuten Nicolas Domke, Sophia Fronicke, Clemens Hinzer und Paul Münzel pflegen die Spielerinnen.

### Bundesliga Männer
Der Kader für die Saison 2024/25 besteht aus folgenden Spielern:
| Name               | Nr. | Nation      | Größe  | Geburtsdatum  | Position |
| ------------------ | --- | ----------- | ------ | ------------- | -------- |
| Florian Forschner  | 1   | Deutschland | 1,95 m | 14. März 2006 | AA       |
| Benjamin Kirsch    | 7   | Deutschland | 2,04 m | 3. Apr. 2006  | MB       |
| Maximilian König   | 18  | Deutschland | 2,00 m | 15. Jan. 2005 | MB       |
| Arvid Kutz         | 3   | Deutschland | 2,00 m | 5. Juni 2006  | D        |
| Kilian Schmiedeke  | 13  | Deutschland | 1,97 m | 1. Sep. 2008  | D        |
| Mika Steffens      | 10  | Deutschland | 2,03 m | 24. Juli 2005 | MB       |
| Tobias Stemmler    | 8   | Deutschland | 2,00 m | 30. Juni 2006 | MB       |
| Maximilian Treiter | 12  | Deutschland | 1,88 m | 26. Apr. 2005 | L        |
| Tim Türpe          | 9   | Deutschland | 1,77 m | 28. Juli 2005 | L        |
| Gabriel Tyws       | 5   | Deutschland | 1,97 m | 4. Feb. 2005  | AA       |
| Fritz Vähning      | 2   | Deutschland | 1,93 m | 13. Jan. 2005 | AA       |
| Arthur Wehner      | 11  | Deutschland | 2,05 m | 25. Mai 2005  | Z        |

Positionen: AA = Annahme/Außen, D = Diagonal, L = Libero, MB = Mittelblock, Z = Zuspiel
Die Cheftrainer sind Andreas Nestke und Grzegorz Rys. Co-Trainer ist Sebastian Reinhardt.